# Sint Eloyen Gasthuis

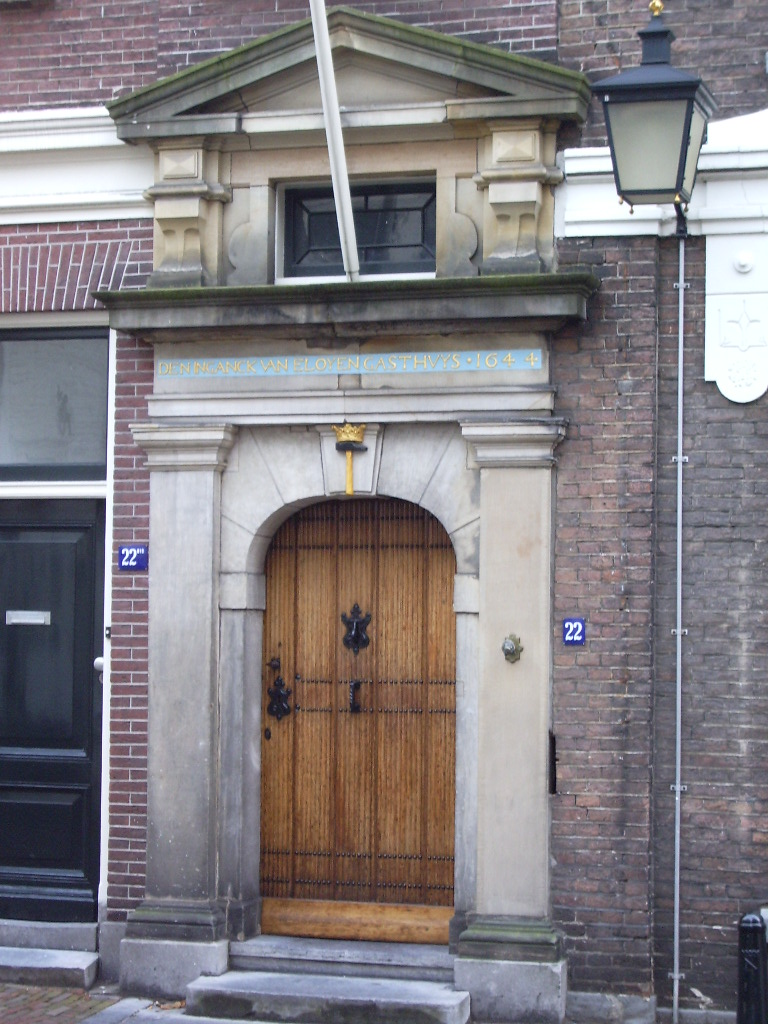
De ingang aan de Boterstraat

Het Sint Eloyen Gasthuis is het gildehuis in de Boterstraat 22 in de Nederlandse stad Utrecht. Sinds 1440 vergaderden en feestten in dit huis de broeders van het Smedengilde van St. Eloy, maar in en om het huis werden ook zieke en armlastige gildebroeders verzorgd en verpleegd. Het was dus ook een soort hospice. Het Smedengilde is zonder onderbreking blijven bestaan tot op de dag van vandaag en behoort daarmee tot de alleroudste nog bestaande organisaties uit de middeleeuwen.

## Oudste geschiedenis van het Smedengilde

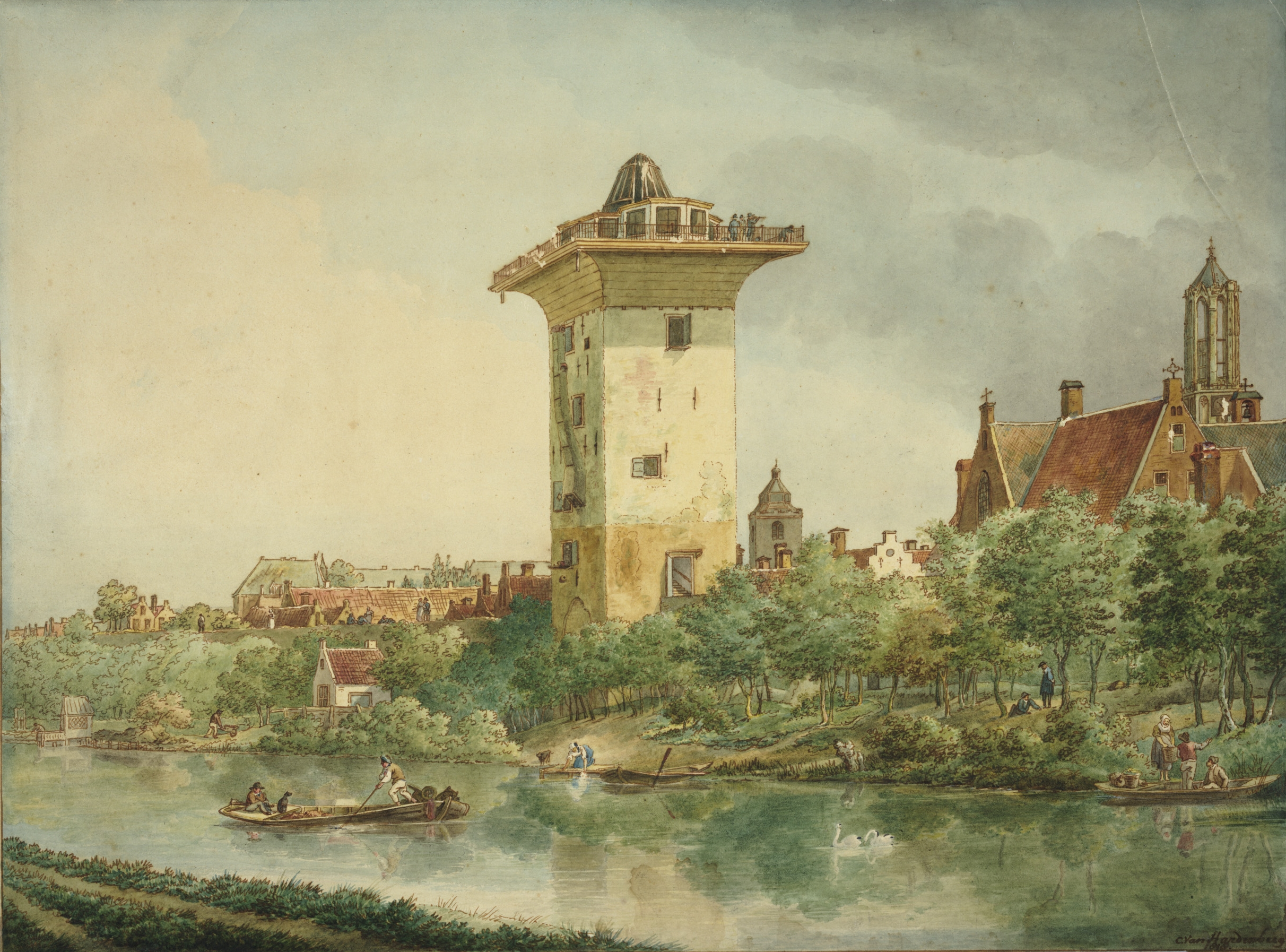
Smeetoren, tekening van C. van Hardenbergh

Het Smedengilde zelf dateert zeker van 8 mei 1304, want op deze dag is, met de bekrachtiging in de eerste Gildebrief, het stadsbestuur overgedragen aan de toenmalige eenentwintig gilden. Omdat het stadsbestuur niet zal zijn overgedragen aan een jonge organisatie is het gilde ongetwijfeld veel ouder.
Al in de dertiende eeuw bestonden er broederschappen van ambachtslieden.
Na de Gulden Sporenslag (1302), een demonstratie van de macht en kracht van die georganiseerde burgers, namen ook in de noordelijke Nederlanden de gilden snel in betekenis toe. Beroepsverenigingen die tot gilden werden verheven, met voorgeschreven rechten en plichten, kregen daarmee een monopoliepositie. Onder die verenigingen bevond zich het gilde van de Utrechtse smeden, het Smede Gildt St. Eloy.
Lid van dat gilde waren onder meer de hoefsmeden, de slotenmakers, de goud- en de zilversmeden en de geweer- en pistoolmakers. De smeden oefenden destijds hun beroep uit in wat thans Wijk C heet. Voor de verdediging van de stad was hen de 'Smeesector' toegewezen, met de Smeetoren in de stadsmuur. In 1643 werd op deze toren het Astronomisch Instituut gevestigd. Die "sterrenwacht" verhuisde in 1854 naar het bolwerk Sonnenborgh en de Smeetoren werd in 1855 gesloopt.
De vergaderingen van de gildenleden werden Morgenspraak genoemd.

## Metaalnijverheid in Utrecht
De Utrechtse handel, productie en dienstverlening had in de late Middeleeuwen voornamelijk een regionaal karakter. Van export van betekenis was tot circa 1600 nauwelijks sprake, hoewel Utrechtse smeden onder meer vingerhoeden, klokken en geschut voor export vervaardigden. In de zeventiende eeuw ontwikkelden Utrechtse smeden enkele specialiteiten; met name Utrechtse pistolen en geweren waren beroemd in heel Europa. Doordat de Domstad de hoofdstad was van het gewest, woonde het grootste deel van de regionale elite in de stad. De aanwezigheid van een grote rijke bovenlaag onder de bevolking zorgde voor een omvangrijke vraag naar luxe producten, die bepaalde specialisaties onder de plaatselijke ambachtslieden mogelijk maakte. De metaalbewerkers konden daarop inspelen door bijzondere producten te maken.
Naast een brede maatschappelijke bovenlaag had Utrecht een belangrijke sociale middenlaag, die grotendeels bestond uit kleine handelaren en ambachtslieden. Deze waren georganiseerd in beroepsgebonden gilden. De hoge organisatiegraad van de gilden maakte het mogelijk tot allerlei zekerheidsarrangementen voor de leden van de gilden te komen. Zo ook bij de Utrechtse smeden, die met hun eigen gasthuis een unieke instelling beheerden.

## Moeilijke tijden

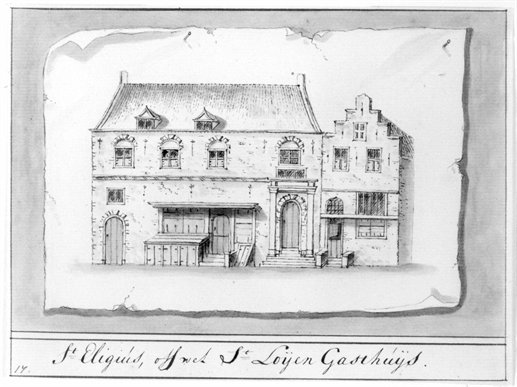
Sint Eloyen Gasthuis rond 1725 van Louis Philippus Serrurier

De groei van de metaalnijverheid kwam vermoedelijk reeds vóór 1670 ten einde, maar de Franse bezetting van 1672-1673 vormde de nekslag. Een geleidelijk herstel daarna eindigde in een nieuwe crisis in het midden van de 18e eeuw. Na 1750 leidden economische stagnatie en sociale polarisatie tot groeiende spanningen. De vooral in Utrecht krachtige patriottenbeweging van 1780-1787 was daar een manifestatie van. Waren er ook leden van St. Eloy actief in deze beweging?
De periode eindigde met de intocht van vreemde troepen. In 1795 maakte de Franse inval een einde aan de gewestelijke zelfstandigheid en legde de basis voor de Nederlandse eenheidsstaat. De centrale macht berustte voortaan in Den Haag en daar werd de opheffing van de ambachtsgilden bevolen in 1798.
De pogingen de gilden te verbieden, stuitten op verzet. Binnen enkele jaren reeds werden nieuwe vergelijkbare organisaties opgericht. Ook de aan de gilden gerelateerde instellingen kenden een taai leven. Sommige bestaan nog steeds, zoals het St. Eloyen Gasthuis en zijn broederschap.
Het monopolie van de gilden verdween en vrije vestiging van ambachtslieden werd mogelijk. Op advies van de vroedschap schreef het smedengilde zich in 1803 in bij de voorloper van de huidige Kamer van Koophandel onder de naam Handelsbedrijf der Smeden. Zo werden rechtspersoon en bezittingen van het Smede Gildt zeker gesteld. De gildebroeders noemden zichzelf voortaan broeders.

## Het Smedengilde van St. Eloy thans

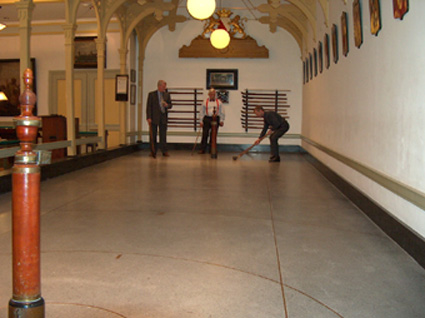
De kolfbaan van het Gasthuis

Het Smedengilde van St. Eloy bestaat dus nog steeds en de charitas maakt nog een wezenlijk deel uit van de hedendaagse activiteiten. Verder behoren tot de doelstellingen: het beheer van het gildehuis met de inventaris en de handhaving en overdracht van de tradities en gebruiken. Op de maandagavonden kunnen de broeders onderling kolven op de kolfbaan uit 1730 en schutjassen, waardoor ook dit cultureel erfgoed levend wordt gehouden.

## Tradities en gebruiken
De vele tradities en gebruiken van het gasthuis liggen de huidige broederschap na aan het hart. Een zeer tot de verbeelding sprekend gebruik is de viering van Hoveniersmaandag.

### Hoveniersmaandag
Hoveniersmaandag is traditioneel de dag waarop meiden en knechten van de tuinderijen rond Utrecht hun jaarloon uitbetaald kregen. Een jaar lang ploeteren en dan met flink geld op zak 'kermis vieren' leidde tot 'ruige' taferelen met ongekende gulzigheid. Dit gedrag leidde in Nederland, dat in de negentiende eeuw in de ban was geraakt van een 'beschavingsoffensief', tot ontzetting: de kermis is onzedelijk, woest en onbeschaafd. Ook in Utrecht wordt het stadsbestuur bewerkt met petities om de oude jaarmarkt-kermis af te schaffen. Het College van Regenten van het Sint Eloyen Gasthuis acht het raadzaam om de broeders op de avond van de beruchte Hoveniersmaandag, de derde maandag in juli, van de kermis weg te houden. De broeders, maar ook de hoveniersknechten en –meiden, worden die bewuste avond onthaald op een feestelijke maaltijd in het gasthuis, een maaltijd met biefstuk, brood, wafels en bier. Deze maaltijd groeit uit tot een traditie die tot op de dag van vandaag in ere wordt gehouden.

### St. Jan en St. Eloy
Ook de vieringen van St. Jan, als patroon van de gasthuizen, en St. Eloy, als patroon van de smeden, hebben de Reformatie overleefd en worden nog steeds resp. eind juni en begin december gevierd.

### Overlijden van een broeder
Op de avond van het overlijden van een broeder komen de gildebroeders bijeen in het Huis om de overledene te gedenken. Zijn stoel blijft daarbij onbezet en op zijn plaats aan tafel ligt een lelietak. Na de herdenking brengt de Huismeester de lelietak naar de nabestaanden. Tijdens de begrafenis of crematie sluiten de broeders aan achter de familie en nemen zo respectvol afscheid van hun overleden broeder.

### College van Regenten
Het St. Eloyen Gasthuis wordt bestuurd door een college van 16 regenten en hiermee wordt voortgeborduurd op de vroegere bestuursvorm, waarin de (toen) 16 beroepsgroepen uit het gilde in het college zitting hadden. Hun vergaderingen werden vroeger ook morgenspraken genoemd.

### Smedenberoep
Hoewel het gilde tegenwoordig bijna geen broeders meer telt met een smidgerelateerd beroep, wordt de broeders tijdens hun inauguratie wel een smidsberoep toegewezen.

## Open Monumentendag
Het St. Eloyen Gasthuis is uitsluitend op de landelijke Open Monumentendag, dat wil zeggen op de tweede zaterdag van september, tussen 10 en 17 uur (gratis) geopend voor het publiek.

## Archief
Het rijke archief van het Smede Gildt en van het St. Eloyen Gasthuis is (tot 1946) ondergebracht in Het Utrechts Archief.

### Primair
- Met hand en hart: Zeven eeuwen smedengilde en St. Eloyengasthuis in Utrecht 1304-2004 door Ronald Rommes en Joost van der Spek (ISBN 9054790644)
- Goud- en zilversmeden te Utrecht in de late middeleeuwen door Louise E. van den Bergh - Hoogterp (1990, ISBN 90-6179-103-0)
- Het Utrechtse Smedengilde: Metaalbewerkers in Utrecht in de 17e en 18e eeuw, doctoraalscriptie Nieuwere Geschiedenis van Gerard Ritter (1987).
- De gilden van Utrecht tot 1528: Verzameling van rechtsbronnen, uitgegeven door Mrs. J.C. Overvoorde en J.G. Ch. Joosting. 's-Gravenhage, Martinus Nijhoff, 1897.

### Secundair (beperkte opsomming)
- De smidsgezel van Utrecht: Een verhaal voor jonge lieden door H.J. van Lummel (voor 1871)
- Kolven: Het plaisir om sig in dezelve te diverteren door C.A.M. van Woerden (ISBN 9054790512)

## Ter vergelijking
Zie ook Sint-Elooisgasthuis te Kortrijk.